# Indonesische protesten tegen lokale verkiezingswetgeving in 2024

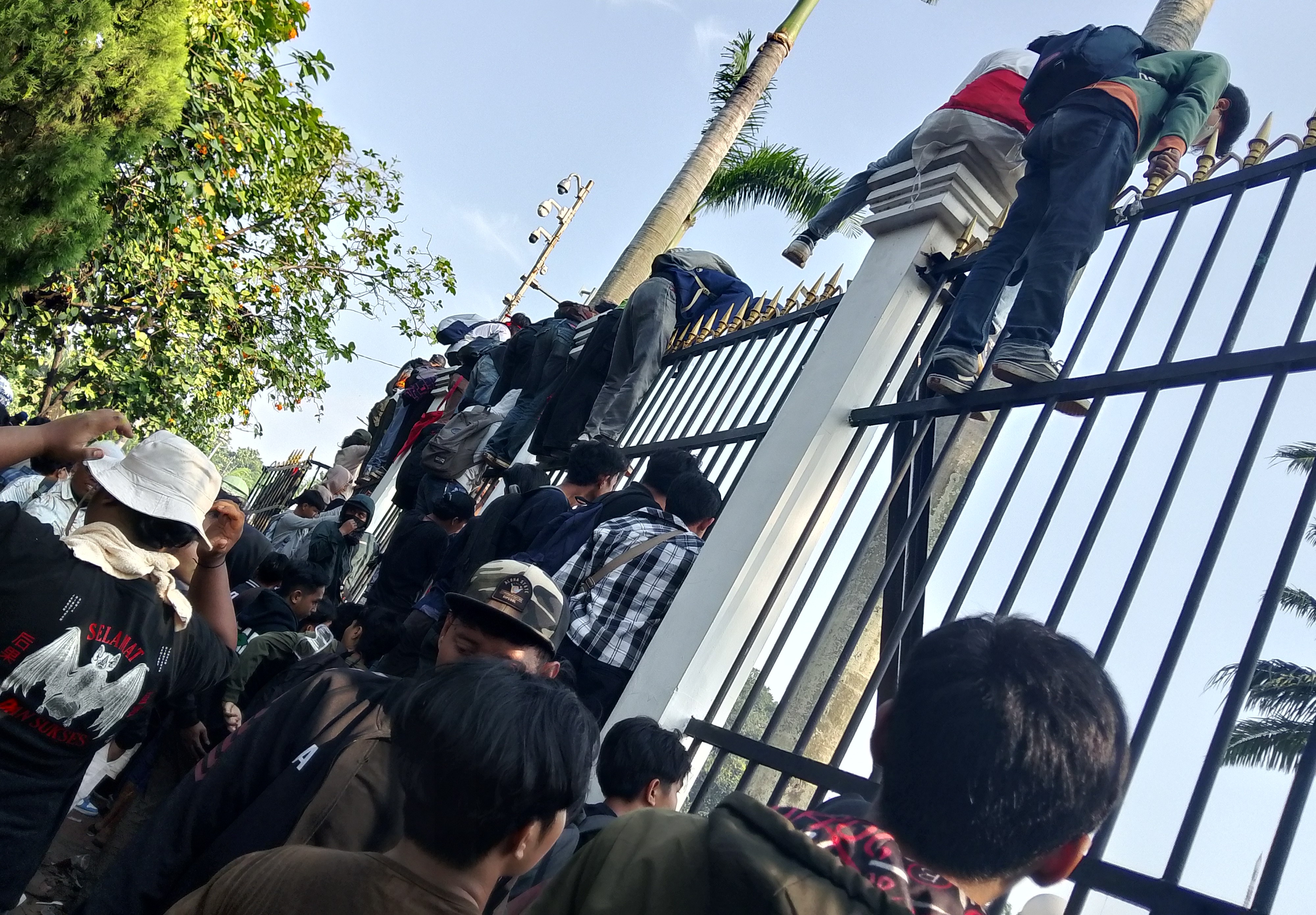
Demonstranten klimmen over een ingestort hek van het parlement

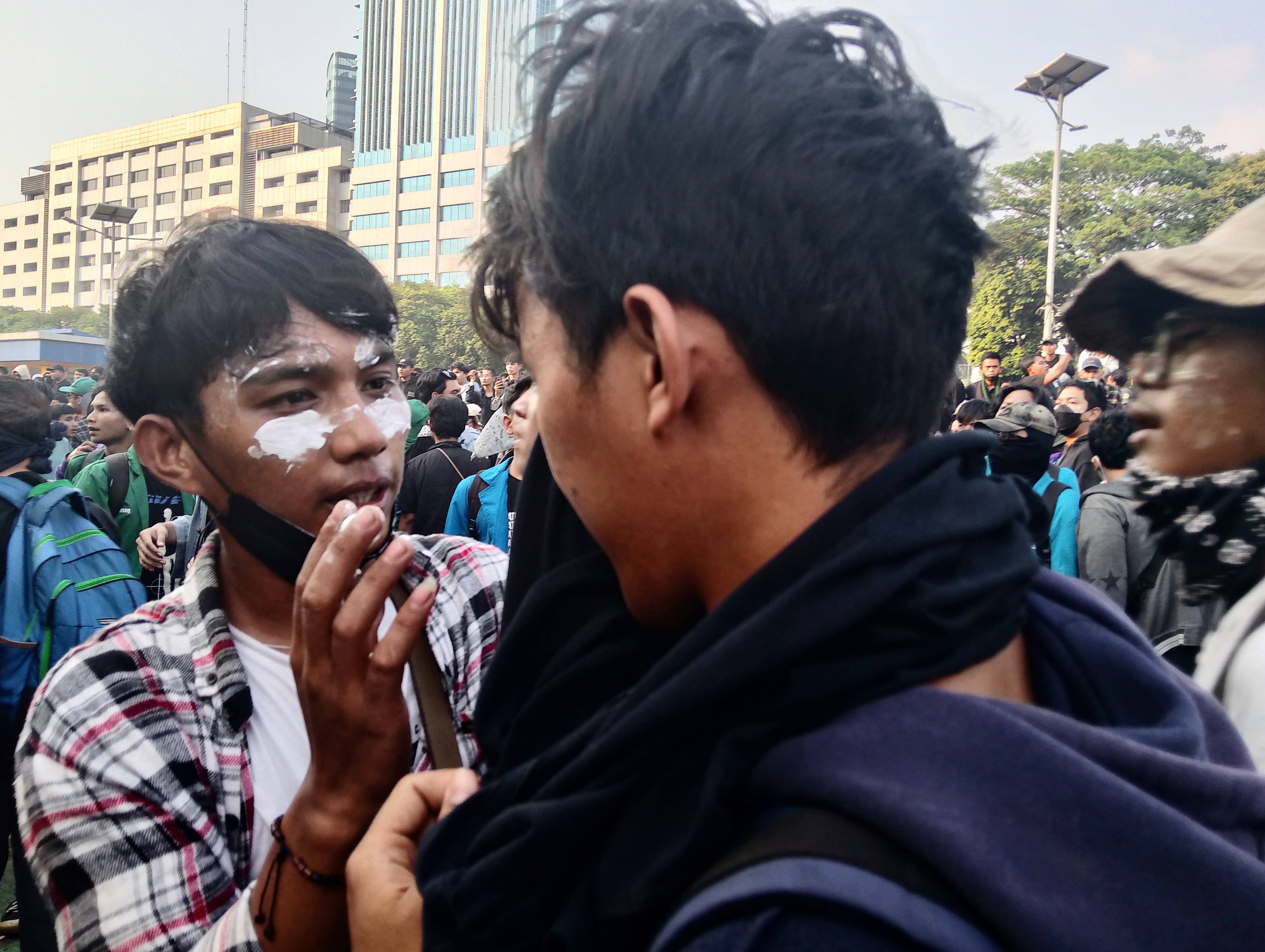
Demonstranten bereiden zich voor op traangas

De Indonesische protesten tegen lokale verkiezingswetgeving in 2024, ook wel bekend als Noodbericht voor Indonesië (Indonesisch: Peringatan Darurat Indonesia) of Indonesische democratische noodtoestand (Indonesisch: Indonesia Darurat Demokrasi), zijn voortdurende openbare en door studenten geleide demonstraties tegen de Volksvertegenwoordigingsraad voor het opstellen van een wetsvoorstel over regionale hoofdverkiezingen (Pilkada) dat volgens de demonstranten in strijd is met de uitspraak en bevoegdheid van het Constitutionele Hof, bedoeld om de Indonesische lokale verkiezingen van 2024 te regelen. 
De hashtags #KawalPutusanMK of #KawalKeputusanMK (begeleid MK's besluit), #TolakPolitikDinasti (verwerp politieke dynastie), en #TolakPilkadaAkal2an (verwerp gemanipuleerde lokale verkiezingen) werden wijdverspreid populair op sociale media. Deze online beweging culmineerde in landelijke demonstraties op 22 augustus 2024, toen mensen de straat op gingen om hun ongenoegen te uiten.

## Achtergrond

### Wetten van Indonesië en Indonesische verkiezingswetten
Belangrijke Indonesische regels zijn er in verschillende vormen en volgen een bepaalde hiërarchie, zoals gedefinieerd in Wet nr. 12 van 2011 (meerdere keren gewijzigd, meest recentelijk met Wet nr. 13 van 2022). De macht van elk type regel is in overeenstemming met de hiërarchie, en bovenaan de hiërarchie staat de Indonesische Grondwet. Hoewel er andere vormen van regels bestaan buiten die in de hiërarchie, hebben dergelijke regels alleen bindende kracht als ze worden bevolen door hogere regels of zijn vastgesteld door een autoriteit die door andere regels is toegekend. Eén soort belangrijke regels is Wetten en één soort andere regels is Algemene Verkiezingscommissie Regels (Indonesisch: Peraturan KPU).
Sinds 2017 worden verkiezingen voor openbare ambten in Indonesië geregeld door twee afzonderlijke wetten, die beide voortdurend worden gewijzigd: Wet nr. 7 van 2017 (gewijzigd bij regeringsverordening in plaats van wet nr. 1 van 2022, zoals bekrachtigd bij wet nr. 7 van 2023), bekend als algemene kieswet, voor de presidents- en parlementsverkiezingen (DPR, DPD en DPRD); en Wet nr. 1 van 2015 (gewijzigd met Wet nr. 10 van 2016), bekend als de lokale verkiezingswet, voor de regionale hoofden (gouverneurs, burgemeesters en regenten). Verdere bepalingen voor de uitvoering van de wetten zijn vastgelegd in verschillende soorten regels, met name in de regels van de Algemene Verkiezingscommissie Regels.
Eén manier om regels in Indonesië te wijzigen is door middel van een Hooggerechtshof of Constitutioneel Hof uitspraak. Het Constitutioneel Hof heeft de bevoegdheid om te toetsen of een wet in strijd is met de Indonesische grondwet, terwijl de bevoegdheid om te toetsen of bepaalde vormen van regels in het kader van wetten in strijd zijn met bepaalde wetten aan het Hooggerechtshof is toegekend.

## Aantekening
1. ↑  
  - Op 22 augustus protest: 26 slachtoffers[10]
  - Op 22 augustus 26 protest: 33 slachtoffers[11]
2. ↑  Volgens artikel 7, artikel 8 en uitleg bij artikel 8 van Wet nr. 7 van 2011 inzake de creatie van regels[27]
3. ↑  Volgens artikel 9, lid 1 en artikel 9, lid 2 van Wet nr. 7 van 2011 inzake de creatie van regels[27]